# Цинделиани, Роман Русланович
Джамбул Виблиани, более известный как Роман Русланович Цинделиани — один из сильнейших российских армрестлеров.
Многократный чемпион России, Европы и мира по армспорту в весе до 65 килограмм.
Тренируется в Перми. Тренер — Владимир Васильевич Болотов.

## Биография
Есть дочь (род. 12 декабря 2006).

## Список побед
В 2004 году впервые победил на трёх главных турнирах года:
- На чемпионате России (Москва)[4];
- На чемпионате Европы (Гдыня, Польша)[5];
- На чемпионате мира (Дурбан, ЮАР)[6].

В 2005 году опять победил на трёх главных турнирах года:
- На чемпионате России (Пермь)[7];
- На чемпионате Европы (София, Болгария)[8] Роман довольствовался лишь одним «золотом» (второе уступил в борьбе левой рукой Казимиру Мнацаканяну из сборной Армении, заняв второе место)[9];
- На чемпионате мира (Токио, Япония)[10].
- Также в 2005 году выиграл крупный международный турнир в Лас-Вегасе.[11]

В 2007 году побеждал на двух турнирах:
- На чемпионате России (Екатеринбург)[12];
- На чемпионате мира (Велико-Тырново, Болгария)[13].

2008 год:
- Последний раз Цинделиани побеждал на чемпионатах Европы в 2008 году, в Норвегии[14].
- В том же году — победа в XXX чемпионате мира по армрестлингу[15][16] (версия WAF) в Келоуне (Канада). Роман стал единственным из российских атлетов, который на этом чемпионате завоевал золотые медали в борьбе на обеих руках.

2009 год:
- Победа на чемпионате мира (Розалино, Италия) в весе до 70 кг (до этого выступал в весе до 65 кг)[17][18].
- Турнир «Арнольд Классик», победитель в весовой категории 70 кг.
- 2015 Чемпионат Европы ( Болгария, София). Категория 65 кг, 1 место на правую руку, 2 место на левую руку.